# 弗雷尚库尔
弗雷尚库尔（法語：Fréchencourt，法語發音：[fʁeʃɑ̃kuʁ]）是法国上法蘭西大區索姆省的一个市镇，属于亚眠区。

## 地理
弗雷尚库尔（49°57'56"N, 2°26'28"E）面积5.59 平方千米，位于法国上法蘭西大區索姆省，该省份为法国北部沿海省份，北起加来海峡省和北部省，西接滨海塞纳省和大西洋英吉利海峡，南至瓦兹省，东临埃纳省。
与弗雷尚库尔接壤的市镇（或旧市镇、城区）包括：贝昂库尔、阿吕河畔蒙蒂尼、蓬努瓦耶勒、凯里约、圣格拉蒂安。
弗雷尚库尔的时区为UTC+01:00、UTC+02:00（夏令时）。

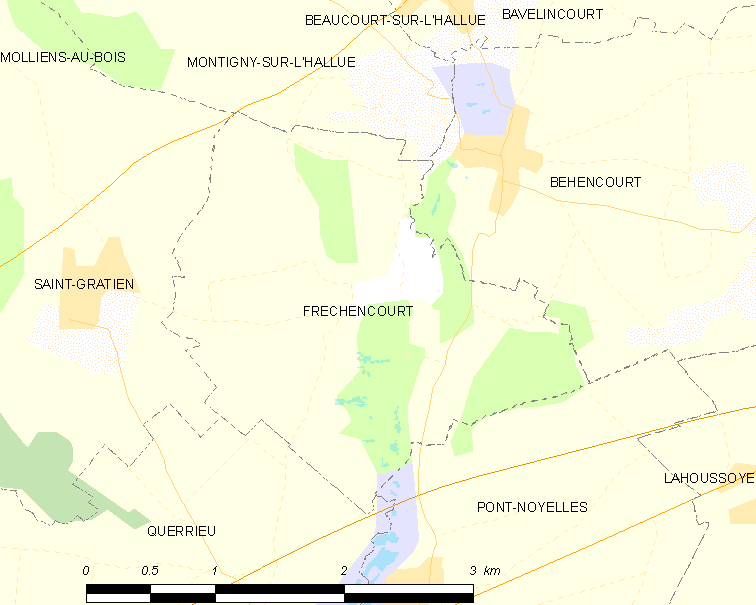
弗雷尚库尔的OSM定位图

## 行政
弗雷尚库尔的邮政编码为80260，INSEE市镇编码为80351。

## 政治
弗雷尚库尔所属的省级选区为科尔比县。

## 人口

1962-2008年间弗雷尚库尔人口变化图示

弗雷尚库尔于2022年1月1日时的人口数量为254人。